# Дели-Марко
Дели-Марко (болг. и серб. Дели-Марко, Безумный Марко), он же Марко из Сегедина (серб. Марко Сегединац; ?—1619) — лидер гайдуков, участвовавший в Тринадцатилетней войне; военачальник армии Габсбургов.

## Биография
Предполагается, что Марко был сербом по национальности, но историки расходятся во мнении, откуда он был родом: в качестве его малой родины называются Далмация и даже Османская Албания. Впервые он упоминается в 1590 году как командир сербского отряда, лояльного трансильванскому князю Сигизмунду Баторию. Отряд Батория направлялся к Тимишоаре, в его составе было много гайдуков: Джордже Рац, Дели-Марко и Сава Темишварац. Войско стремилось отбить сербскую часть города.
Достаточно часто Марко сражался бок о бок со Стариной Новаком, ведя бои против турок к югу от Дуная на территории современных Болгарии и Сербии; порой отряд Марко доходил даже до Пловдива и Адрианополя. Разорительные походы Марко вызывали гнев у турецких правителей: он грабил сухопутные и морские караваны, совершал переходы через Балканские горы вплоть до реки Марица. Сербские гайдуки действовали за пределами Трансильвании с одобрения императора Священной Римской Империи. О сербских солдатах и беженцах заботился военный совет в Вене.
В 1605 году Марко вместе с Савой Темишварацем ушёл из Трансильвании в Западную Венгрию. Вскоре был подписан Житваторокский мир между турецким султаном Ахмедом I и герцогом австрийским Маттиасом, чему воспротивился император Рудольф II. В конфликте Рудольфа II и Маттиаса Темишварац, Джордже Рац и Дели-Марко поддержали Маттиаса. Все отряды гайдуков приняли участие в походе против войск Рудольфа II. Дели-Марко служил под командованием Джорджо Басты, а в 1616 году ушёл в Трансильванию, где и умер.